# Gaston-Jules Decorse
Gaston-Jules Decorse, né le 10 octobre 1873 et décédé le 26 août 1907, est un botaniste français.

## Botanique
En 1900, il publie la description de deux espèces, Vaombe et Vaotsohy dans Madagascar - Notes, reconnaissances et explorations. Sa description est incomplète ; il ne crée pas non plus de véritables noms scientifiques.
En 1912, Henri Louis Poisson reprend et complète ces descriptions dans Recherches sur la flore méridionale de Madagascar . Les deux espèces sont donc Aloe vaombe Decorse & Poiss. et Aloe vaotsohy Decorse & Poiss. La première espèce est toujours acceptée en 2015. La seconde a connu une rectification taxinomique en 2012 pour devenir Aloe divaricata subsp. vaotsohy (Decorse & Poiss.) J.-P.Castillon
De fait, la publication de Poisson date de 1912, cinq ans après la mort de J. Decorse. Ce dernier est pourtant crédité au même titre que H. Poisson.